# BSG Wismut Gera
BSG Wismut Gera is een Duitse voetbalclub uit Gera, Thüringen.

## Geschiedenis
De club ontstond op 24 mei 2007 door een fusie tussen FC Blau-Weiss Gera, Geraer Dynamos en de voetbalafdeling van 1. SV Gera. Deze laatste heeft inmiddels opnieuw een voetbalafdeling. 1. SV Gera was de rechtsopvolger van het vroegere Betriebssportgemeinschaft Wismut Gera, ten tijde van de DDR. De club heette aanvankelijk FV Gera Süd maar veranderde in 2009 de naam in BSG Wismut Gera.
In het seizoen 2014/2015 eindigde de club als 2e in de Thüringenliga wat normaliter onvoldoende is voor promotie.
Kampioen werd het tweede elftal van FSV Wacker 90 Nordhausen, maar aangezien het eerste elftal in de Regionalliga Nordost uitkomt, mocht het tweede niet promoveren volgens de regels van de Duitse voetbalbond, waardoor BSG Wismut Gera met ingang van het seizoen 2015/2016 in Oberliga NOFV-Süd uitkomt. In 2019 degradeerde de club vrijwillig naar de Thüringenliga.